# 老桥 (龙达)
老桥（西班牙語：Puente Viejo；西班牙語發音：[ˈpwente ˈβjexo]）是西班牙南部城市龙达的一座橋。是跨越深达120米的龙达峡谷和瓜达莱温河的三座桥梁中，最古老、最小的一座。老桥于1616年建成，目前只允许通行行人。